# Jonathan Kazadi
Pour les articles homonymes, voir Kazadi.
Jonathan Kazadi, né le 9 juin 1991 à Berne, est un joueur suisse de basket-ball. Il évolue au poste de meneur.

## Biographie
Le 10 juin 2016, il signe au Orléans Loiret Basket. Le 4 janvier 2018, il rejoint le club d'Aix-Maurienne.

## Palmarès
- Championnat de Suisse :
  - Vainqueur : 2008, 2016.
- Coupe de Suisse :
  - Vainqueur : 2016.
- Coupe de la Ligue :
  - Vainqueur : 2008, 2009, 2010.